# Jean-Pierre Schmitz
Pour les articles homonymes, voir Schmitz.
Jean-Pierre Schmitz, dit Jempy Schmitz, né le 15 février 1932 à Huldange et mort le 14 novembre 2017,, est un coureur cycliste luxembourgeois.
Professionnel de 1954 à 1961, il a remporté le Tour de Luxembourg en 1954 et été champion du Luxembourg en 1958. Il a participé à cinq Tours de France consécutifs et a remporté une étape du Tour de France 1956.

## Palmarès

### Palmarès amateur
- 1951
  - 2ea et 3ea étapes de la Flèche du Sud
  - 1re étape de Luxembourg-Nancy-Luxembourg
- 1952
  -  Champion du Luxembourg sur route amateurs
  - Tour du Luxembourg amateurs
- 1953
  - Grand Prix Kellen
  - 2e du Tour d'Autriche

### Palmarès professionnel
- 1954
  - 3e étape du Critérium du Dauphiné libéré
  - Tour de Luxembourg
    - Classement général
    - 1re étape

  - Polymultipliée lyonnaise
  - 2e étape du Tour de l'Ouest
  - 2e étape du Tour de l'Oise
  - 2e du Critérium du Dauphiné libéré
  - 2e du Tour de la Manche
  - 3e du championnat du Luxembourg sur route
  - 8e du Championnat de Zurich
- 1955
  -  Médaillé d'argent au championnat du monde sur route
- 1956
  - 12e étape du Tour de France
  - 3e du championnat du Luxembourg sur route
  - 3e du Tour des provinces du Sud-Est
- 1957
  - Grand Prix du Midi libre
  - 3e du Critérium du Dauphiné libéré
- 1958
  -  Champion du Luxembourg sur route
  - 1re étape du Tour du Sud-Est
  - Tour de Luxembourg
    - Classement général
    - 2e étape

  - 3e du Critérium du Dauphiné libéré
- 1959
  - 2e du championnat du Luxembourg sur route
  - 2e du Manche-Océan
  - 3e du Tour du Gard
- 1960
  -  Champion du Luxembourg de cyclo-cross
  - 2e du championnat du Luxembourg sur route

## Résultats sur les grands tours

### Tour de France
- 1956 : 36e, vainqueur de la 12e étape
- 1957 : abandon (4e étape)
- 1958 : 37e
- 1959 : abandon (10e étape)
- 1960 : abandon (1re étape)

### Tour d'Espagne
- 1960 : abandon (11e étape)